# Eublemma chlorochroa
Eublemma chlorochroa is een vlinder van de familie van de spinneruilen (Erebidae). De wetenschappelijke naam van deze soort is voor het eerst voorgesteld door George Francis Hampson in een publicatie uit 1910.

## Verspreiding
De soort komt voor in Ethiopië, Kenia en Tanzania.

## Waardplanten
De rups leeft op Solanum incanum (Solanaceae).